# 4821 Bianucci
4821 Bianucci eller 1986 EE5 är en asteroid i huvudbältet som upptäcktes den 5 mars 1986 av den italienska astronomen Walter Ferreri vid La Silla-observatoriet. Den är uppkallad efter Piero Bianucci.
Asteroiden har en diameter på ungefär 14 kilometer.